# Душан Јовановић
Душан Јовановић (Београд, 1. октобар 1939 — Љубљана, 31. децембар 2020) био је југословенски, српски и словеначки глумац, позоришни редитељ, драматург, есејиста и сценариста. Живио је и радио у Словенији, а од 2005—2008. године био је председник Прешернове Фондације.

## Биографија
Рођен је 1. октобра 1939. године у Београду, а 1951. године преселио се у Љубљану, где је студирао енглески и француски језик на Филозофском факултету Универзитета у Љубљани. Након тога студирао је позоришну режију на Академији за позориште, радио, филм и телевизију Универзитета у Љубљани.
Крајем шездесетих година, био је један од оснивача театра Пупилије Феркеверк, почетком седамдесетих година, суоснивач и директор експерименталног позоришта Глеј, а од краја седамдесетих до средине осамдесетих година био је руководилац Словеначког омладинског позоришта.
На Академији за позориште, радио, филм и телевизију у Љубљани постао је доцент 1989. године, где је предавао режију. Крајем деведесетих година, опробао се и као колумниста, а истовремено се посветио разним позоришним пројектима.
Добитник је великог броја награда за драмски текст и режију, укључујући 10 Борштникових награда за режију, Стеријину награду за режију, 1987. за представу "За добро народа" и 1988. године за режију представе "Сумњиво лице", као и награде Бојана Ступице, Гавелину и многе друге. Режирао је више од 100 позоришних представа.
Његова супруга је глумица Милена Зупанчић, са којом има кћер Машу Јовановић. Из првог брака са Видом Зеи има сина Сашу Јовановића.

## Филмографија

### Улоге
| Год.   | Назив                      | Улога      |
| ------ | -------------------------- | ---------- |
| 1960-е |                            |            |
| 1965.  | Истим путем се не враћај   |            |
| 1980-е |                            |            |
| 1985.  | За срећу је потребно троје | железничар |
| 1987.  | Био једном један Снешко    | Мр. Мако   |
| 1990-е |                            |            |
| 1991.  | Чаруга                     | Пирсл      |
| 1993.  | Кад затворим очи           | шеф поште  |
| 1996.  | Иван                       |            |
| 2000-е |                            |            |
| 2002.  | Зујање у глави             | црвенокоси |
| 2010-е |                            |            |
| 2010.  | Преписани                  | Ћирил Арко |
| 2010.  | Пиран-пирано               | Димко      |
| 2011.  | Хлеб и циркус              | Ћирил Арко |
| 2012.  | Срећно умрети              | Тоне       |

### Сценариста
| Год.   | Назив                       | Улога      |
| ------ | --------------------------- | ---------- |
| 1970-е |                             |            |
| 1972.  | Кад дође лав                | сценариста |
| 1977.  | Субота ујутру               | сценариста |
| 1980-е |                             |            |
| 1981.  | Ослобођење Скопља (ТВ филм) | сценариста |
| 1988.  | Отпадник                    | сценариста |
| 1990-е |                             |            |
| 1991.  | Париз—Истра                 | сценариста |
| 1996.  | Фелис                       | сценариста |
| 2000-е |                             |            |
| 2016.  | Ослобођење Скопља           | сценариста |

## Одабрана драмска дела
- Представе неће бити (1961)
- Лудаци (1968)
- Пупилија, парапа Пупило па Пупилчки (1969)
- Жртве моде бум-бум (1975)
- Ослобођење Скопља (1977)[6]
- Карамвзови (1980)
- Зид, језеро (1989)
- Балканска трилогија (1997)
- Борис, Милена, Радко (2013)